# 아사노 나가하루
아사노 나가하루(일본어: 浅野長治, 1614년 5월 4일 ~ 1675년 2월 13일)는 에도 시대 전기의 다이묘이다. 빈고 미요시 번 초대 번주를 지냈다. 통칭은 마타로쿠로(又六郎). 기슈번주 아사노 나가아키라의 서장자로 야마시로국에서 태어났다.
|  | 제1대 미요시 번 번주 (아사노가) 1632년 ~ 1675년 | 후임 아사노 나가테루 |